# Dziadkowskie
Dziadkowskie – wieś sołecka w Polsce położona w województwie mazowieckim, w powiecie łosickim, w gminie Huszlew.
Wierni Kościoła rzymskokatolickiego należą do parafii św. Antoniego Padewskiego w Huszlewie.
Wieś znana już w XVIII w. Należała do województwa lubelskiego i powiatu konstantynowskiego (siedziba Janów Podlaski).
W latach 1975–1998 miejscowość administracyjnie należała do województwa bialskopodlaskiego.